# ヨアヒム・グルツェガ

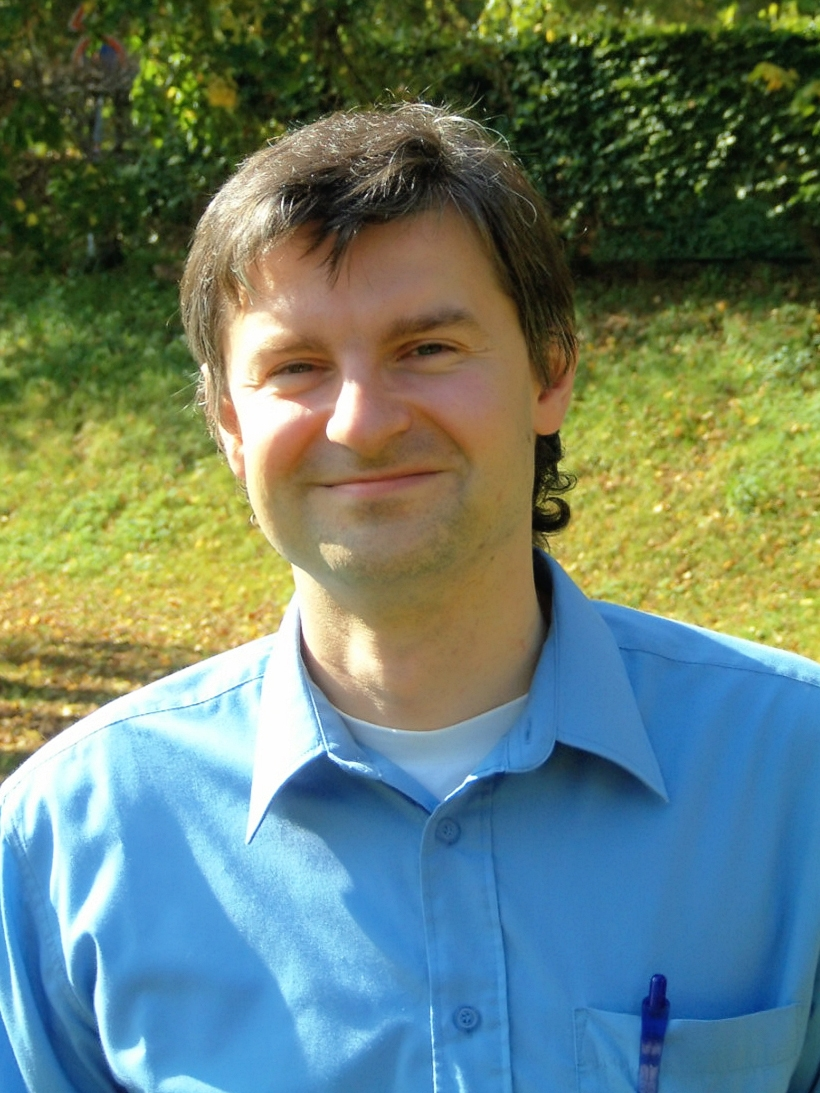
ヨアヒム・グルツェガ、2005年撮影。

ヨアヒム・グルツェガ（Joachim Grzega、1971年9月9日 - ）は、ドイツの言語学者。アイヒシュテット＝インゴルシュタットカトリック大学、ソルトレイクシティのユタ大学、パリ・ソルボンヌ大学、グラーツ大学で英語とフランス語を学んだ。1998年からは、アイヒシュテット＝インゴルシュタットカトリック大学で教鞭を執っている。2000年には、ロマンス諸語・英語・ドイツ語言語学分野で博士号を取得した。2004年には、ハビリタシオン（大学教員資格）を取得した。これまでにミュンスター、バイロイト、エアフルト、フライブルク、ブダペストの各地で、非専任教員として教鞭を執ったことがある。
専門は、名義論、ヨーロッパ言語学、異文化コミュニケーション、リングワ・フランカとしての英語教授法、言語教育一般、知識伝達における言語とコミュニケーションの役割、などである。グルツェガは、ベーシック・グローバル英語 (Basic Global English, BGE) の体系を、英語教授法として開発した。グルツェガは、ネット上の学術誌として『Onomasiology Online (Onon)』を運営していた。彼が創設した2つ目のネット上の学術誌は、ヨーロッパ言語学の若手研究者向けの『Journal for EuroLinguistiX (Jelix)』である。彼は、大学レベルの言語教育にも関わっており、特に1980年代にジャン＝ポール・マーティンが提唱した「教えることにより学ぶ (Lernen durch Lehren / Learning by teaching)」モデルの開発と普及に取り組んでいる。

## おもな業績
- Grzega, Joachim (2011). Hello World! Teacher Handbook Basic Global English. ISBN 9783842379725
- Grzega, Joachim (2011). Introduction to Linguistics from a Global Perspective: An Alternative Approach to Language and Languages. ISBN 9783862880669
- Grzega, Joachim (2001). Romania Gallica Cisalpina: Etymologisch-geolinguistische Studien zu den oberitalienisch-rätoromanischen Keltizismen. ISBN 9783110944402
- Grzega, Joachim; Schoner, Marion (2008). “The didactic model LdL (Lernen durch Lehren) as a way of preparing students for communication in a knowledge society”. Journal of Education for Teaching 34 (3):  167. doi:10.1080/02607470802212157.
- Grzega, Joachim (2002). “Some aspects of modern diachronic onomasiology”. Linguistics 40 (5). doi:10.1515/ling.2002.035.
- Developing More than Just Linguistic Competence — The Model LdL for Teaching Foreign Languages.
- “On using (and misusing) prototypes for explanations of lexical changes”. Word 54 (3):  335.
- The Role of English in Learning and Teaching European Intercomprehension Skills.